# Patrick Ferguson

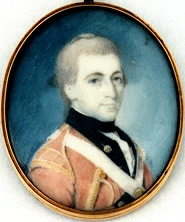
Patrick Ferguson ~1774-77

Patrick Ferguson (04 de junho de 1744, Pitfour, Aberdeenshire, Escócia — 07 de outubro de 1780 (36 anos), Carolina do Norte, Estados Unidos), foi um oficial escocês do Exército Britânico, um dos primeiros defensores da infantaria ligeira e projetista do rifle Ferguson.

## Atuação
Patrick Ferguson é mais conhecido por seu serviço na campanha militar de 1780 de Charles Cornwallis durante a Guerra Revolucionária Americana nas Carolinas, na qual fez um grande esforço no recrutamento de legalistas americanos para servir em sua milícia contra os patriotas.
Em última análise, suas atividades e ações militares levaram a uma força de milícia Patriota reunida para pôr fim à sua força de lealistas, e ele foi morto na Batalha de Kings Mountain, na fronteira entre as colônias da Carolina do Norte e Carolina do Sul. Liderando um grupo de lealistas que havia recrutado, ele era o único oficial regular do exército a participar de ambos os lados do conflito. As forças patriotas vitoriosas profanaram seu corpo no rescaldo da batalha.

## Biografia
Patrick Ferguson nasceu em Pitfour, Aberdeenshire, Escócia,

em 25 de maio (Old Style) / 4 de junho (New Style) de 1744, o quarto filho (segundo homem) do advogado James Ferguson de Pitfour (que foi criado para o banco dos juízes como "Senator of the College of Justice", conhecido como Lord Pitfour após 1764) e sua esposa Anne Murray, irmã do patrono literário Patrick Murray, 5º Lord Elibank.
Por meio de seus pais, ele conheceu várias figuras importantes do Iluminismo Escocês, incluindo o filósofo e historiador David Hume, por recomendação de quem leu o romance de Samuel Richardson, "Clarissa", quando ele tinha quinze anos, e o dramaturgo John Home. Ele tinha vários primos de primeiro grau através da família de sua mãe: estes incluíam Sir William Pulteney, 5º Baronete, Comodoro George Johnstone e Sir James Murray (mais tarde Murray-Pulteney).
Em 1770, Ferguson comprou a propriedade "Castara" em Tobago.

Após a morte de Ferguson, a propriedade foi herdada por seu irmão mais novo, George, que a administrou desde o início da década de 1770 e a transformou em uma empresa de sucesso, e exportações de rum, açúcar e melaço foram feitas para o Reino Unido.